# مقاطعة شرمان (كانساس)
مقاطعة شرمان (بالإنجليزية: Sherman County)‏ هي إحدى المقاطعات في ولاية كانساس، الولايات المتحدة الأمريكية.